# Paida haemaplaga
Paida haemaplaga là một loài bướm đêm trong họ Noctuidae.